# Арина Родионова
Арина Родионова (на руски: Арина Ивановна Родионова) е професионална тенисистка от Русия. Арина Родионова има по-голяма сестра — Анастасия, която също е тенисистка и се състезава за Австралия.
Най-големият успех в турнирите при девойките на Арина Родионова е спечелването на шампионската титла по двойки на „Откритото първенство на Австралия“ през 2007 г. Тогава заедно със сънародничката си Евгения Родина, тя побеждава американката Джулия Коен и Урсула Радванска от Полша във финалния мач на турнира.
В професионалната си кариера, руската тенисистка има спечелени пет турнира на сингъл, организирани от Международната тенис федерация (ITF). Последната ѝ титла от турнир на сингъл датира от 7 февруари 2010 г., когато побеждава австралийката Ярмила Грот с резултат 6:2, 6:1.
В мачовете по двойки, Арина Родионова е регистрирала 11 победи и 5 поражения. Последното ѝ участие на във финален мач по двойки е от силния международен турнир „Малайзиън Оупън“ в Куала Лумпур. Във финалната среща Арина Родионова и нейната сестра Анастасия са победени от китайската тенисистка Цзе Чжън и Чжан Юнжан от Тайван с оспорван мач завършил с тайбрек.
Най-доброто си класиране в Световната ранглиста на женския тенис, Арина Родионова регистрира на 24 май 2010 г., когато заема 157-а позиция на сингъл.
През 2010 г., Арина Родионова печели турнира на двойки, който се провежда в Бърни, на остров Тасмания. Във финалната среща, руската тенисистка си партнира с австралийката Джесика Мур, заедно с която побеждават Анна Арина Маренко от Русия и унгарката Тимеа Бабош с 6:2, 6:4.